# نبرد استونز ریور
نبرد استونز ریور (انگلیسی: Battle of Stones River) نبردی است از مجموعه جنگ داخلی آمریکا که از تاریخ ۳۱ دسامبر سال ۱۸۶۲، تا ۲ ژانویه ۱۸۶۳ در تنسی میانه جریان داشت. حاصل این نبرد پیروزی برای ارتش اتحادیه بود.